# Terpna superans
Terpna superans är en fjärilsart som beskrevs av Butler 1878. Terpna superans ingår i släktet Terpna och familjen mätare. Inga underarter finns listade i Catalogue of Life.